# جولیت لوئیس
جولیت لیک لوئیس (به انگلیسی: Juliette Lake Lewis؛ زادهٔ ۲۱ ژوئن ۱۹۷۳) بازیگر، خواننده و موسیقی‌دان آمریکایی است. 
او در سال ۱۹۹۱ و پس از بازی در فیلم تنگه وحشت به شهرت بین‌المللی رسید. لوئیس برای این فیلم نامزد دریافت ۲ جایزهٔ اسکار و گلدن گلوب بهترین بازیگر نقش مکمل زن شد.
او این مسیر را با ایفای نقش‌های مهم در فیلم‌های کالیفرنیا، موعد مقرر، چه چیزی گیلبرت گریپ را آزار می‌دهد، قاتلین بالفطره، ستارهٔ غروب، نامادریم یک بیگانه است، ساده‌لوح، استارسکی و هاتچ، روز عجیب و غریب، آن شب، شلاق بزن، متروپیا، آجیل مخلوط و از گرگ و میش تا سحر، جاده باز، بگیر و رها کن، آدم‌های جهنمی، تصویر کلر، خواهر دیگر، عمارت کلد کریک، چند دختر، محکومیت، قلب‌های ناراست، بعدازظهر گائودی، همدردی برای طعم خوش و مجموعه تلویزیونی ویوارد پینز ادامه داد. کارهای تلویزیونی او تا به حال برایش ۲ نامزدی جایزهٔ امی به همراه داشته است.
لوئیس از سال ۲۰۰۹ حرفه خوانندگی را هم دنبال می‌کند و یک گروه به نام جولیت اند د لیکس دارد.